# Alternext
Alternext is een handelsplatform van Euronext en is van start gegaan op 4 september 2006 in Nederland en België maar was al operationeel in Parijs sinds 17 mei 2005.

## Beschrijving
De Alternext is een effectenbeurs voor kleine en middengrote ondernemingen. Ze heeft als bedoeling om aan de specifieke behoefte van kleine Europese bedrijven te voldoen. Onder kleine en middengrote ondernemingen verstaan we vennootschappen met een kleine marktkapitalisatie.
Op 15 juni 2006 werd in Brussel het eerste bedrijf verwelkomd: Evadix. Op 31 december 2013 stonden er 184 bedrijven genoteerd op de Alternext met een totale marktkapitalisatie van 8.325 miljoen euro. Het Alternext-platform is actief in België, Frankrijk, Nederland en Portugal. De meeste bedrijven staan in Parijs genoteerd.
In april 2014 kondigde Euronext aan met Alternext Amsterdam te stoppen per eind 2014. In Nederland is de beurs niet aangeslagen, na zeven jaar staan maar twee ondernemingen en twee obligaties genoteerd op Alternext Amsterdam. Euronext zal met deze bedrijven overleggen over een mogelijke overstap naar Euronext Amsterdam of een andere Euronext-markt.

## Alternext aandelenindex
Voor deze markt is er ook een Alternext Allshare aandelenindex ontwikkeld. De index ging op 4 september 2006 van start. De startdatum voor de berekening was 30 december 2005 en de index begon met een stand van 1000. Het gewicht wordt bepaald aan de hand van de marktkapitalisatie van de bedrijven waarbij geen rekening wordt gehouden met de free float.